# Вахтанг Гурули
Вахтанг Гурули (груз. ვახტანგ გურული; (2 января, 1953, с. Кведа Сакара, Зестафонский район) – грузинский историк, доктор исторических наук, профессор факультета гуманитарных наук и права Грузинского университета им. Св. Андрея Первозванного при патриархии Грузии.

## Биография
Вахтанг Гурули родился 2 января 1953 года в селе Кведа Сакара Зестафонского района. В 1961-1970 гг. учился в средней школе № 4 города Зестафони. В 1971-1976 гг. учился на историческом факультете Тбилисского государственного университета. В 1976-1980 гг. учился в аспирантуре Тбилисского государственного университета. В 1980 году защитил диссертацию на соискание ученой степени кандидата исторических наук. В 1981-1984 гг. читал лекции в Тбилисском государственном университете. В 1981-1997 гг. – доцент Тбилисского государственного университета им. Ив. Джавахишвили. В 1985 году В. Гурули было присвоено звание доцента,  а в 1997 году – ученая степень кандидата исторических наук. В 1998-2005 гг. В. Гурули являлся заместителем декана исторического факультета Тбилисского государственного университета им. Ив. Джавахишвили. В 1999 году В. Гурули было присвоено звание профессора. В 1997-2009 гг. В. Гурули являлся профессором Тбилисского государственного университета им. Ив. Джавахишвили. С 2009 года до 2016 года – заместитель декана факультета гуманитарных наук и права Грузинского университета им. Св. Андрея Первозванного при патриархии Грузии, профессор.
Курсы прочитанных лекций: «Новая история Грузии (1801-1918 гг.)», «Новейшая история Грузии (1918-2015 гг.)», «Источниковедение новой и новейшей истории Грузии (XIX-XXI вв.)», «Историография новой и новейшей истории Грузии (XIX-XXI вв.)», «Грузия и внешний мир (XIX-XXI вв.)».
Направления научно-исследовательской работы: новая история Грузии (1801-1918 гг.), новейшая история Грузии (с 1918 года), источниковедение новой истории Грузии, историография новой истории Грузии, источниковедение новейшей истории Грузии, историография новейшей истории Грузии, история апостольской православной грузинской церкви (XIX-XX вв.), история грузинской дипломатии (XIX-XX вв.), история новейшей грузинской литературы (литературоведение).
Научные труды: более 550 работ на грузинском, русском, немецком, английском, польском, азербайджанском и армянском языках (в том числе: монографии – 38, публикации документов и материалов – 70, статьи – 221, учебники для средних школ и университетов – 31 и др.).